# Саллі Конвей
Саллі Конвей (англ. Sally Conway; нар. 1 лютого 1987, Бристоль, Велика Британія) — британська дзюдоїстка, бронзова призерка Олімпійських ігор 2016 року.

## Виступи на Олімпіадах
| Олімпіада   | Дисципліна | Місце |
| ----------- | ---------- | ----- |
| Лондон 2012 | До 70 кг   | =9    |
| Ріо 2016    | До 70 кг   | 3     |